# Оболонь (жіночий футбольний клуб)
ЖФК «Оболонь» — жіноча команда українського професійного футбольного клубу «Оболонь».

## Історія
У 2021 році футбольний клуб «Оболонь» оголосив про створення жіночої секції свого клубу. На професійному рівні столична команда дебютувала в сезоні 2023–2024 в групі «Б» у Першій Лізі чемпіонату України серед жінок.
Головним тренером новоствореної команди стала колишня захисниця збірної України — Ірина Василівна Василюк. 
3 вересня 2023 року жіноча команда «Оболонь» провела свій перший в історії офіційний матч, де у першому турі чемпіонату України серед команд Першої ліги, на своєму полі приймала ЖФК «Жайвір». Та дебютна гра закінчилась з рахунком 8:0 на користь «Оболоні».
«Оболонь» по завершенню сезону посіла друге місце в своїй групі і здобула право на участь в фіналі чотирьох, щоб поборотись за медалі та підвищення у класі. 
В півфінальній грі столична команда мінімально обіграла команду «Минай». В фінальному поєдинку «Оболонь» поступилися одеській команді «Сістерс» з рахунком — 0:2 та задовільнилися срібними медалями чемпіонату.

## Досягнення
- Перша ліга України
  -  Срібний призер (1): 2024

## Пам'ятні матчі
- Перший гол в офіційному матчі: Голованчук Вероніка, Оболонь (Київ) — Жайвір (Шпола).
- Перша перемога в офіційному матчі: 3 вересня 2023 (Перша ліга України): Оболонь (Київ) — Жайвір (Шпола) — 8:0. [4]
- Перша поразка в офіційному матчі: 9 жовтня 2023 (Перша ліга України): Сістерс (Одеса) — Оболонь (Київ) — 5:0. [5]